# Kállay Lujza
Kállay Lujza, születési és 1897-ig használt nevén Kohn Lujza, névváltozat: Kállai (Buda, 1871. december 25. – Túrkeve, 1960. május 26.) opera-énekesnő (alt).

## Életútja
Kohn Leopold (Lipót) és Kohn Netti (Eszter) leányaként született budai zsidó családban. A polgári iskola végeztével az ének- és zongoratanulásnak szentelte minden idejét. Tizennyolc éves korában Sellei Gyulánál tanult énekelni, mimikai tanárnője Rákosi Szidi volt. Először 1890-ben lépett fel az Iparos-kör színpadán Suppé Pajkos diákok című operettjében. 1891-ben Szabadkára szerződött Csóka Sándor színigazgatóhoz, ahol a Nebántsvirág Denise szerepében már nagy sikert aratott. Itt lassan-lassan felküzdötte magát az elsők sorába. Szabadkáról egy év után Szegedre szerződött, Somogyi Károly igazgatóhoz, akinek nyári állomása Pécs volt. Gróf Zichy Géza, az állami színházak akkori intendánsa hívta az Operaházhoz, ő azonban sajnálta eddig elért sikereit és inkább vidékre szerződött. Szegeden három évig volt, onnan Krecsányi Ignáchoz szerződött Budára, játszott Pozsonyban, Temesvárt, innen egy év után Komjáthy Jánoshoz szerződött Debrecenbe, ahol hat éven át oszlopos tagja volt a Csokonai Színháznak és mint operett- és népszínműénekesnőt sokáig emlegették. Innen visszaszerződött Krecsányihoz, közben a Népszínházban is vendégszerepelt, a gyengélkedő Blaha Lujzát helyettesítve. A Kurucfurfangban Bözsi szerepét két alkalommal is alakította, Hegyi Aranka gyengélkedése miatt pedig a Katalin cárnőjét játszotta. Krecsányitól három év után visszaszerződtette Komjáthy János Kassára, ahol három évet töltött szép sikerek mellett. Itt voltak 1908 márciusában búcsúestjei, amelyek után visszavonult a színpadtól és 1908. március 31-én Debrecenben férjhez ment a nála 23 évvel idősebb Táfler Ignác (1848–1939) földbirtokoshoz.

## Főbb szerepei
- ifj. Johann Strauss: A cigánybáró – Cipra
- Charles Lecocq: Nap és Hold – Beatrix
- Giuseppe Verdi: A trubadúr – Azucena
- Franz von Suppé: Boccaccio
- Konti József: A suhanc – Józsi
- Tóth Ede: A falu rossza – Finum Rózsi
- ifj. Johann Strauss: A furcsa háború – Elsa
- Robert Planquette: Rip van Winkle – Lisbeth